# Sheree North
Sheree North, pseudonimo di Dawn Bethel (nata Dawn Shirley Crang; Los Angeles, 17 gennaio 1932 – Los Angeles, 4 novembre 2005), è stata un'attrice, cantante e ballerina statunitense.

## Biografia
Iniziò a ballare all'età di 10 anni. Nel 1947, all'età di 15 anni, sposò Fred Bessire, da cui l'anno successivo ebbe un figlio. Nel 1954 firmò un contratto con la 20th Century Fox, casa produttrice che all'epoca stava cercando un'attrice che potesse rimpiazzare Marilyn Monroe. Ebbe un ruolo nel film Scandalo al collegio (1955), ruolo che la stessa Monroe aveva rifiutato.
Dopo il divorzio da Bessire, avvenuto nel 1953, nel 1955 sposò John "Bud" Freedman, ma l'unione durò poco terminando l'anno seguente. Dal successivo matrimonio con Gerhardt Sommer, avvenuto nel 1958, la North ebbe una figlia, Erica Eve. Anche questo matrimonio finì con un divorzio nel 1963.
Il suo ultimo marito fu Phillip Norman, sposato nel 2003. Il 4 novembre 2005 Sheree North morì al Cedars-Sinai Medical Center di West Hollywood, nel corso di un intervento chirurgico destinato alla rimozione di un tumore.

## Filmografia

### Cinema
- Largo passo io (Excuse My Dust), regia di Roy Rowland (1951)
- Arrivan le ragazze (Here Come the Girls), regia di Claude Binyon (1953)
- Più vivo che morto (Living It Up), regia di Norman Taurog (1954)
- Scandalo al collegio (How to Be Very, Very Popular), regia di Nunnally Johnson (1955)
- Mia moglie è di leva (The Lieutenant Wore Skirts), regia di Frank Tashlin (1956)
- La felicità non si compra (The Best Things in Life Are Free), regia di Michael Curtiz (1956)
- La strada dell'oro (The Way to the Gold), regia di Robert D. Webb (1957)
- Un urlo nella notte (No Down Payment), regia di Martin Ritt (1957)
- In amore e in guerra (In Love and War), regia di Philip Dunne (1958)
- Martedì grasso (Mardi Gras), regia di Edmund Goulding (1958)
- L'invasione - Marte attacca Terra (Destination Inner Space), regia di Francis D. Lyon (1966)
- Squadra omicidi, sparate a vista! (Madigan), regia di Don Siegel (1968)
- I temerari (The Gypsy Moths), regia di John Frankenheimer (1969)
- Guai con le ragazze (The Trouble with Girls), regia di Peter Tewksbury (1969)
- Vanished, regia di Buzz Kulik (1971)
- Io sono la legge (Lawman), regia di Michael Winner (1971)
- L'organizzazione sfida l'ispettore Tibbs (The Organization), regia di Don Medford (1971)
- Chi ucciderà Charley Varrick? (Charley Varrick), regia di Don Siegel (1973)
- Organizzazione crimini (The Outfit), regia di John Flynn (1973)
- 10 secondi per fuggire (Breakout), regia di Tom Gries (1975)
- Survival, regia di Michael Campus (1976)
- Il pistolero (The Shootist), regia di Don Siegel (1976)
- Telefon, regia di Don Siegel (1977)
- Rabbit Test, regia di Joan Rivers (1978)
- Only Once in a Lifetime, regia di Alejandro Grattan (1979)
- Poliziotto sadico (Maniac Cop), regia di William Lustig (1988)
- Una notte un cane un sogno (Cold Dog Soup), regia di Alan Metter (1990)
- Senza difesa (Defendeseless), regia di Martin Campbell (1991)
- Delitto imperfetto (Susan's Plan), regia di John Landis (1998)

### Televisione
- The Colgate Comedy Hour - serie TV, 1 episodio (1954)
- The Red Skelton Show - serie TV, 1 episodio (1954)
- Shower of Stars - serie TV, 1 episodio (1954)
- Playhouse 90 - serie TV, 1 episodio (1957)
- The Witness - serie TV, 1 episodio (1961)
- Gli intoccabili (The Untouchables) - serie TV, 1 episodio (1963)
- Gunsmoke - serie TV, episodio 9x02 (1963)
- Undicesima ora (The Eleventh Hour) - serie TV, 1 episodio (1963)
- Breaking Point - serie TV, 2 episodi (1963)
- Ben Casey - serie TV, 2 episodi (1963-1964)
- La legge di Burke (Burke's Law) - serie TV, 3 episodi (1963-1965)
- La grande avventura (The Great Adventure) – serie TV, episodio 1x12 (1964)
- The Greatest Show on Earth - serie TV, episodio 1x28 (1964)
- Jackie Gleason: American Scene Magazine - serie TV, 1 episodio (1964)
- Il virginiano (The Virginian) - serie TV, 2 episodi (1964-1966)
- Cavaliere solitario (The Loner) - serie TV, 1 episodio (1965)
- Polvere di stelle (Bob Hope Presents the Chrysler Theatre) - serie TV, 3 episodi (1965-1967)
- Il fuggiasco (The Fugitive) - serie TV, 2 episodi (1965-1967)
- I giorni di Bryan (Run for Your Life) - serie TV, episodio 2x01 (1966)
- La grande vallata (The Big Valley) - serie TV, episodio 2x09 (1966)
- Iron Horse – serie TV, episodio 1x15 (1966)
- Code Name: Heraclitus, regia di James Goldstone - film TV (1967)
- Mannix - serie TV, 1 episodio (1968)
- Arrivano le spose (Here Come the Brides) - serie TV, 1 episodio (1968)
- Dove vai Bronson? (Then Came Bronson) - serie TV, 1 episodio (1969)
- Tony e il professore (My Friend Tony) - serie TV, 1 episodio (1969)
- Reporter alla ribalta (The Name of the Game) - serie TV, 1 episodio (1970)
- The Most Deadly Game - serie TV, 1 episodio (1970)
- Los Angeles: ospedale nord (The Interns) - serie TV, 1 episodio (1971)
- La famiglia Smith (The Smith Family) - serie TV, 1 episodio (1971)
- Medical Center - serie TV, 3 episodi (1971-1975)
- Due onesti fuorilegge (Alias Smith and Jones) - serie TV, 1 episodio (1972)
- Rolling Man, regia di Peter Hyams - film TV (1972)
- Troubles Come to Town, regia di Daniel Petrie - film TV (1972)
- Cannon - serie TV, 1 episodio (1972)
- Jigsaw - serie TV, 1 episodio (1972)
- Snatched, regia di Sutton Roley - film TV (1973)
- McMillan e signora (McMillan & Wife) - serie TV, 1 episodio (1973)
- Kung Fu - serie TV, 1 episodio (1973)
- Difesa a oltranza (Owen Marshall: Counselor at Law) - serie TV, 1 episodio (1973)
- Hawkins - serie TV, 1 episodio (1973)
- Le strade di San Francisco (The Streets of San Francisco) - serie TV, episodio 2x05 (1973)
- Maneater, regia di Vince Edwards - film TV (1973)
- Key West, regia di Philip Leacock - film TV (1973)
- Winter Kill, regia di Jud Taylor - film TV (1974)
- The Whirlwind, regia di Glenn Jordan - film TV (1974)
- Hec Ramsey - serie TV, 1 episodio (1974)
- Kojak - serie TV, 2 episodi (1974)
- Hawaii Squadra Cinque Zero (Hawaii Five-O) - serie TV, 1 episodio (1974)
- Barnaby Jones - serie TV, 1 episodio (1974)
- The Wide World of Mystery (1974)
- Movin' On - serie TV, 2 episodi (1974)
- Mary Tyler Moore Show - serie TV, 2 episodi (1974-1975)
- A Shadow in the Streets, regia di Richard Donner - film TV (1975)
- Big Eddie (1975) - 10 episodi
- Marcus Welby (Marcus Welby, M.D.) - serie TV, episodio 7x16 (1976)
- Most Wanted - serie TV, episodio 1x0 (1976)
- In casa Lawrence (Family) - serie TV, episodio 2x09 (1976)
- Switch - serie TV, episodio 2x20 (1977)
- The Night They Took Miss Beautiful, regia di Robert Michael Lewis - film TV (1977)
- Have I Got a Christmas for You, regia di Marc Daniels - film TV (1977)
- Baretta - serie TV, 1 episodio (1977)
- Future Cop - serie TV, 1 episodio (1977)
- Un trio inseparabile (Westside Medical) - serie TV, 1 episodio (1977)
- Fantasilandia (Fantasy Island) - serie TV, ep. "The Prince/The Sheriff" (1978)
- A Real American Hero, regia di Lou Antonio - film TV (1978)
- Archie Bunker's Place - serie TV, 2 episodi (1979)
- Amateur Night in the Dixie Bar and Grill, regia di Joel Schumacher - film TV (1979)
- Women in White, regia di Jerry London - film TV (1979)
- Portrait of a Stripper, regia di John A. Alonzo - film TV (1979)
- A Christmas for Boomer, regia di William Asher - film TV (1979)
- Marilyn - Una vita, una storia (Marilyn: The Untold Story), regia di Jack Arnold e John Flynn - film TV (1980)
- I'm a Big Girl Now - serie TV, 16 episodi (1980-1981)
- Gemini, regia di Barnet Kellman - film TV (1982)
- Legs, regia di Jerrold Freedman - film TV (1983)
- Bay City Blues - serie TV, 8 episodio (1983)
- Scorned and Swindled, regia di Paul Wendkos - film TV (1984)
- Magnum, P.I. - serie TV, 1 episodio (1984)
- Trapper John - serie TV, 1 episodio (1985)
- Cuori senza età (The Golden Girls) - serie TV, 2 episodi (1985-1989)
- ABC Afterschool Specials - serie TV, 1 episodio (1986)
- Matlock - serie TV, 2 episodi (1986)
- La signora in giallo (Murder, She Wrote) - serie TV, 1 episodio (1987)
- Jake Spanner, Private Eye, regia di Lee H. Katzin - film TV (1989)
- Freddy's Nightmares - serie TV, 1 episodio (1989)
- Hunter - serie TV, 1 episodio (1989)
- L'oro dei Blake (Dead on the Money), regia di Mark Cullingham - film TV (1991)
- Seinfeld - serie TV, 2 episodi (1995-1998)

## Doppiatrici italiane
Nelle versioni in italiano dei suoi film, Sheree North è stata doppiata da:
- Renata Marini in Scandalo al collegio, Mia moglie è di leva, La felicità non si compra, La strada dell'oro, Un urlo nella notte, Martedì grasso
- Maria Pia Di Meo in In amore e in guerra
- Laura Rizzoli in I temerari
- Benita Martini in Io sono la legge
- Marzia Ubaldi in Organizzazione crimini
- Flaminia Jandolo in Invasione: Marte attacca Terra
- Rita Savagnone in Il pistolero
- Aurora Cancian in Guai con le ragazze (doppiaggio tardivo)
- Paila Pavese in Poliziotto sadico
- Angiola Baggi in La signora in giallo
- Ludovica Modugno in Cuori senza età (ep. 1x04)
- Barbara Castracane in Cuori senza età (ep. 5x11)